# Pupijen
Pupijen (* oko 167.; † lipanj 238. u Rimu) od travnja 238. do svoje smrti jedan od dva regenta Rimskog carstva.
| Prethodnik:         | Rimski carevi | Nasljednik:   |
| Gordijan II. (238.) | Rimski carevi | Balbin (238.) |

### Ostali projekti
|  | Zajednički poslužitelj ima stranicu o temi Pupijen |